# Samsung Galaxy S5 Mini
Samsung Galaxy S5 Mini je smartphone společnosti Samsung a zmenšená verze vlajkové lodi této firmy . Navazuje na model Samsung Galaxy S4 Mini z předchozího roku a velkou variantu Samsung Galaxy S5. Telefon přišel do prodeje s operačním systémem Android 4.4 KitKat, v dubnu 2015 vydal výrobce aktualizaci na Android 5.1 Lollipop a v prosinci 2016 na Android 6.0 Marshmallow. Největšími novinkami oproti předchůdci jsou čtečka otisků prstů, certifikace IP67 (stupeň ochrany) s voděodolností a prachuvzdorností, měřič tepu, výkonnější procesor, lepší displej a další.

## Technická specifikace
| Procesor a čipová sada | čtyřjádrový procesor Samsung Exynos 3 Quad 3470 1,4 GHz                                                                   |
| Operační systém        | Android 6.0 Marshmallow (původně Android 4.4 KitKat, později Android 5.1 Lollipop)                                        |
| Displej                | 4,5 " Super AMOLED, rozlišení displeje: 1 280 × 720 bodů                                                                  |
| Paměť                  | 16 GB vnitřní paměť, 1,5 GB RAM, paměťové karty microSDHC                                                                 |
| Podporované sítě       | GSM 850 / 900 / 1.800 / 1.900 MHz, W-CDMA (3G) 850 / 900 / 1.900 / 2.100 MHz, LTE (4G) 800 / 900 / 1800 / 2100 / 2600 MHz |
| Konektivita            | GPRS: ano, EDGE: ano, UMTS/HSPA 42,2 / 5,76 Mb/s, WiFi: 802.11a/b/g/n/ac, Bluetooth: 4.0                                  |
| GPS                    | ano, Google Mapy, elektronický kompas                                                                                     |
| Fotoaparát             | 8 Mpx (3 264 × 2 448), LED dioda, autofokus, video: ano (1 920 × 1 080 px, 30 FPS)                                        |
| Rozměry, hmotnost      | 131,1 × 64,8 × 9,1 mm, 120 g,                                                                                             |
| Baterie                | Li-Ion 2 100 mAh, pohotovostní doba: 300 hodin, doba hovoru: 720 minut                                                    |